# Dubovany
Dubovany (allemand : (Unter-/Ober-)Dubowan , hongrois : (Alsó-/Felső-)Dubovány) est un village de Slovaquie situé dans la région de Trnava.

## Histoire
Première mention écrite du village en 1278.

## Démographie

### Évolution de la population
| Année:               | 1994. | 2004.   | 2014.   | 2024.    |
| -------------------- | ----- | ------- | ------- | -------- |
| Nombre de personnes: | 871   | 935     | 1004    | 1107     |
| Différence:          |       | +7,34 % | +7,37 % | +10,25 % |

| Année:               | 2023. | 2024.   |
| -------------------- | ----- | ------- |
| Nombre de personnes: | 1088  | 1107    |
| Différence:          |       | +1,74 % |